# هرناندالین
هرناندالین (به انگلیسی: Hernandaline) با فرمول شیمیایی C29H31NO7 یک ترکیب شیمیایی است. که جرم مولی آن ۵۰۵٫۵۵۹ گرم بر مول می‌باشد.